# Dușmanul dușmanului meu
Dușmanul dușmanului meu (în engleză Diplomatic Siege sau Enemy of my enemy) este un film de acțiune româno-american din 1999, regizat de Gustavo Graef-Marino. El a fost produs de Tapestry Films în colaborare cu Trimark Pictures. 
Avându-i în rolurile principale pe Peter Weller, Daryl Hannah și Tom Berenger, filmul relatează asaltul unui comando terorist sârb asupra ambasadei americane din România pentru a obține eliberarea unui colonel învinuit de crime împotriva umanității în Războiul din fosta Iugoslavie. Filmările au fost efectuate în majoritate în România, dar și în Italia, Bosnia-Herțegovina, Croația și Muntenegru. În film joacă mulți actori români, îndeosebi în rolurile secundare.

## Rezumat
În timpul unei recepții organizate la Ambasada Federației Ruse de la Belgrad, colonelul Peter Vojnovic (Uwe Ochsenknecht), comandantul organizației paramilitare sârbești „Beretele Maronii”, este atras într-o cursă, capturat de agenții secreți americani și transportat la Haga pentru a fi judecat de Tribunalul Penal Internațional pentru fosta Iugoslavie. El este acuzat de crime împotriva umanității săvârșite în timpul războiului din fosta Iugoslavie, fiind autorul mai multor masacre împotriva populației croate.
Trei luni mai târziu de la evenimentele petrecute la Belgrad, americanii îl trimit pe agentul Steve Mitchell (Peter Weller) să dezamorseze o bombă atomică, plasată în clădirea Ambasadei SUA de la București încă din perioada Războiului Rece. El își întâlnește acolo o fostă prietenă, Erica Long (Daryl Hannah), care trebuie să-l ajute. Chiar în acea zi, teroristul sârb Goran Mladinov (Adrian Pintea) organizează o amplă acțiune militară împotriva Ambasadei SUA din România, ucigând mai mulți funcționari americani și luând 37 de ostatici printre care Erica. El ocupă întreaga clădire și amenință cu uciderea câte unui ostatic după fiecare oră, dacă nu va fi eliberat colonelul Vojnovic și adus cu un avion la București. Pentru a-și arăta hotărârea fermă, el îl ucide pe ambasadorul american Gannon (Mircea Bodolan) cu ajutorul unei bombe. 
Temându-se de posibilitatea ca teroriștii să afle de existența bombei nucleare în clădirea ambasadei, consiliul militar de la Washington decide eliberarea colonelului Vojnovic și trimiterea lui la București pentru a-i scoate astfel pe paramilitarii sârbi din clădire. Din păcate, un gardian croat de la Tribunalul Penal Internațional pentru fosta Iugoslavie îl ucide pe Vojnovic, iar americanii găsesc o sosie în persoana unui bucătar italian pe nume Borghelli. Între timp, în clădirea ambasadei, Steve Mitchell și sergentul Tim Nakajima (Radmar Agana Jao) au reușit să scape de capturare și, prin organizarea unei ambuscade, au eliberat-o și pe Erica. Cei doi agenți americani vor să ajungă în subsolul unde se află bomba și s-o dezamorseze, dar lucrurile se complică după ce Chris (Jeremy Lelliott), fiul în vârstă de 14 ani al lui Steve Mitchell, este capturat de teroriști și amenințat cu uciderea. Steve și Erica organizează o nouă ambuscadă și reușesc să-l elibereze, scoțându-l din imobil cu ajutorul sergentului Nakajima.
Timpul trece, iar teroriștii ucid câțiva ostatici. Americanii îl trimit pe generalul Buck Swain (Tom Berenger) pentru a negocia cu Goran, cu care fusese coleg la cursurile CIA de la Fort Bragg. Mladinov își dă seama însă că Vojnovic nu se află în avionul trimis la București și că este vorba de o sosie. Între timp, Steve și Erica au reușit să ajungă la subsol prin canalul de ventilație; în loc să dezamorseze bomba, Erica pornește ceasul, iar Steve își dă seama că ea era omul de legătură al lui Goran din interiorul ambasadei. Agenta americană cere transferarea în contul ei a sumei de 25 de milioane de dolari pentru a dezamorsa bomba, învinovățindu-i pe teroriști că au pornit ceasul. Goran sosește și el la subsol, dar este împușcat de Erica. Ea fuge, după ce-l leagă pe Steve cu cătușele de un scaun. Între timp, o acțiune a unei trupe americane de comando se termină tragic, ei murind la trecerea printr-un câmp minat.
Generalul Swain decide să ia ambasada cu asalt, iar teroriștii sunt uciși în timpul acțiunii militare. Steve cere să i se permită să scoată el focosul bobei, deși ar urma să fie ucis de radiațiile emise. În ultimul moment, Erica îl sună și îi spune codul pentru dezamorsarea bombei, afirmând că i s-au transferat în cont cele 25 de milioane de dolari. Steve reușește astfel să dezamorseze bomba și iese teafăr din clădire.

## Producție
Scenariul filmului a fost scris de Robert Boris, Mark Amin, Kevin Bernhardt și Sam Bernard, după un subiect de Mark Amin . Filmul a fost regizat de regizorul chileano-german Gustavo Graef-Marino și produs de Peter Abrams, Robert L. Levy și Natan Zahavi pentru studiourile Tapestry Films și Trimark Pictures. Coproducători au fost Peter Bandera, Jonathon Komack Martin și Darin Spillman. Consilier militar a fost generalul de divizie Vasile Mihalache.
Filmările au avut loc în România (la București), Italia (la Roma), Bosnia-Herțegovina, Croația și Muntenegru , începând din 3 octombrie 1998. Colaboratorul român al companiilor producătoare a fost Castel Film. Filmările s-au desfășurat cu sprijinul Ministerului Afacerilor Interne al României, Administrației Patrimoniului de Stat, Inspectoratului General al Poliției - Poliția Rutieră, S.C. TAROM S.A., Colegiului „Sfântul Sava”, Hotelului Athénée Palace Hilton din București, al U.S. Marine Corps/Detachment Comander, sergentul Miguel A. Danzot, Sydney Bar & Grill, Fernando Bandera și Rina Zahavi.
Muzica a fost compusă și dirijată de Terry Plumeri. O serie de imagini adiționale au fost filmate de Vivi Drăgan Vasile. Cascadoriile au fost coordonate de Justin Lundin, efectele speciale de Ionel Popa, iar efectele pirotehnice de Lucian Iordache. 

## Recepție
Premiera filmului a avut loc în mai 1999 la Festivalul de Film de la Cannes. Premiera TV în SUA a avut loc la 17 decembrie 1999. Motto-ul filmului a fost „Who knows the truth? Who can be trusted? Who can stop the countdown?”
Criticul Tudor Caranfil a dat filmului trei stele din cinci și a făcut următorul comentariu: „Un desant al organizației de eliberare a Serbiei ia cu asalt Ambasada bucureșteană a USA și, ca ostatici, pe supraviețuitorii din incinta ei. Washingtonul e cu atât mai alarmat cu cât, în epoca „războiului rece” în subsolurile clădirii a fost ascunsă, conform unor cutume diplomatice insolite, o bombă nucleară pentru „zile negre”. Dacă teroriștii ar pune mâna pe ea, ar rezulta un adevărat genocid. Dar, din fericire, după exemplul lui Bruce Willis în Die Hard, îi țin piept și-i „dovedesc” un trio format dintr-o delicată atașată diplomatică, un informatician și fiul său, un brav și recalcitrant adolescent. Acțiunea e disipată în multe colțuri de lume, cu filmări la Washington, Haga (Tribunalul Internațional), Roma dar, după cum o impunea locul „crimei” principalul platou de filmare e Bucureștiul, cu „Casa Poporului”, vechea Poștă, Palatul CEC și alte clădiri istorice. Thrillerul e corect făcut, riguros dezvoltat și bine jucat, Adrian Pintea trasând portretul credibil al unui fanatic crescut, de altfel, la școala CIA. O legiune de alți actori români îl înconjoară (într-un plan poate fi recunoscută, după o „atât de îndelungată absență” de pe platouri, Adela Mărculescu), iar „carnea de tun” o formează cascadorii români care își arată limitele interpretative: „mor”, toți, scuturați de aceleași spasme epileptice care provoacă mai degrabă hazul decât spaima. Coproducătorul român pare a fi întreprinzătorul concern Media Pro care nu pierde ocazia, în cea mai tensionată secvență, de a face publicitate promptitudinii jurnalului PRO TV.” 